# Archives cantonales vaudoises
Die Archives cantonales vaudoises sind das Staatsarchiv des Schweizer Kantons Waadt. Sie befinden sich in Chavannes-près-Renens auf dem Gelände des Campus Lausanne.

## Geschichte

### Entstehung des Staatsarchivs
Das Waadtländer Staatsarchiv (Archives cantonales vaudoises) entstand mit der Unabhängigkeit der Waadt, als am 24. Januar 1798 die letzten Vertreter des Kantons Bern die Waadt verliessen, die 262 Jahre bernisch gewesen war. Es ging allen anderen Gedächtnisinstitutionen voraus, welche die waadtländische Kantonsverwaltung nach Erlangung der Souveränität 1803 im Laufe der Zeit einrichtete. Bereits im Herbst 1798 wurde das Archivgut von Bern nach Lausanne zurückgeführt. Damit bekundeten die neuen Behörden, dass sie nicht nur die für ihre Amtstätigkeit erforderlichen Archivalien beanspruchten, sondern sämtliche mit dem Gebiet der Waadt verbundenen Bestände.
Infolge der Revolution verloren die Archive des Ancien Régime ihre rechtliche und administrative Bedeutung. Die ab den 1840er-Jahren zuerkannte historische Dimension war in den Anfängen des Kantons Waadt noch in keiner Weise ersichtlich. Nach Auflösung der Lehen 1804 galten die alten Archivbestände als «nutzlos und lästig» und wurden als «blosser Papierwust» gewertet. Einige Gemeinden übernahmen ihre Archivalien, andere verbrannten sie. Vor 1798–1803 hatten die Archivare zwischen nützlichen und unnützen Dokumenten unterschieden. Danach berücksichtigten sie solche, die als Beweismittel dienten oder als Kulturdenkmäler einzustufen waren. Auch wenn dies erst allmählich ins Bewusstsein gelangte, wandelten sich die Archivinventare nach der Zäsur von 1798 von Instrumenten für die Verwaltung und die Wahrung von Rechtsansprüchen in Hilfsmittel für den Zugang zu historischen Zeugnissen. Die bis dahin nur selektiven Inventare wurden im 19. und 20. Jahrhundert tendenziell immer ausführlicher. Was in den vorangehenden Jahrhunderten vernachlässigt worden war, fand zunehmend Eingang in die Inventare und Verwendung in der Geschichtsforschung.
Im Dezember 1837 ordnete der Grosse Rat per Dekret an, dass der zweithöchste Beamte der Staatskanzlei, Pierre-Antoine Baron (1788–1868), der das Kanzleiarchiv betreute, gleichzeitig für das Ordnen und die Pflege des «grossen Archivs», das in der Kathedrale untergebracht war, zuständig sein sollte. Damit war das Amt des Staatsarchivars geschaffen. Dieses stand in engem Bezug zur Verwaltung, war aber auch von einem liberalen Geist geprägt. Denn das Reglement für das Amt des Staatsarchivars entsprach den Bedürfnissen der wissenschaftlichen Forschung, die einer Bewilligungspflicht unterstand. Zudem trug es offensichtlich den Zielen der Société d'histoire de la Suisse romande Rechnung.
Ab 1896 kontrollierten die Staatsarchivare die kommunalen Archive und inventarisierten meistens auch die Archivbestände. Die 2003 erschienene Publikation Panorama des Archives communales vaudoises 1401–2003 und die Datenbank Inventaire général des archives communales vaudoises avant 1961 zeigen eine in der Schweiz einzigartige Situation: Sämtliche Gemeinden verfügen über ein Inventar ihrer Archive von den Anfängen bis 1960.
Aus den Texten geht hervor, dass das Waadtländer Staatsarchiv ab 1907 aufgrund ordnungsgemässer Vereinbarungen Privatarchive übernommen hat. Wahrscheinlich wurden die ersten Dokumente aus Privatbesitz bereits unter Alfred Millioud, Staatsarchivar von 1895 bis 1913, aufgenommen.
Die ersten Spuren der in der Schweiz geführten Debatte über die Ordnungsprinzipien finden sich offenbar im Waadtländer Staatsarchiv. In einem von verschiedenen Entwürfen zur Ordnung alter Archive empfahl der Archivar und Paläograf Ernest Grégoire, der an der École des chartes in Paris studiert hatte, das Provenienzprinzip. Sein Entwurf von 1858 war im Auftrag der Waadtländer Behörden entstanden. In anderen Vorschlägen wurde dagegen der Ordnung nach Sachbetreffen der Vorzug gegeben. Das Staatsarchiv liess sich einige Jahre Zeit und führte 1915 seinen ersten Registraturplan ein. Dieser brachte eine Aufsplitterung der früheren mittelalterlichen und bernischen Serien mit sich und legte, nach dem Muster der Inventare des 19. Jahrhunderts, für Archivbestände vor 1798 das Pertinenzprinzip fest. Somit blieb das seit 1858 erwogene Provenienzprinzip unter dem Einfluss der Registraturpläne, welche die Waadtländer Staatsarchivare von anderen Schweizer Archiven erhielten, in späteren Versionen unberücksichtigt. Seither wurde der Registraturplan um einige nach dem Provenienzprinzip geordnete Abteilungen erweitert. Er wurde regelmässig umgestaltet und zwischen 1996 und 2007 stark verändert, um den Anforderungen hinsichtlich Harmonisierung des Vokabulars, den Grundsätzen der Stufenverzeichnung und den Erfordernissen einer kontextbezogenen Präsentation gerecht zu werden.
Das Staatsarchiv war ab 1798 im Glockenturm («tour du beffroi») der Kathedrale von Lausanne untergebracht, später in einem ehemaligen Möbellager an der Rue du Maupas in Lausanne, wo 1955 ein Lesesaal eröffnet wurde (heute Sitz des Stadtarchivs Lausanne). Seit 1985 befindet sich das Staatsarchiv am Standort der Universität Lausanne (im Quartier La Mouline in Chavannes-près-Renens) in einem eigens dafür erstellten Gebäude (Architekten: Atelier Cube: Guy und Marc Collomb, Patrick Vogel).
Seit 1. Januar 2014 ist das Archiv der Staatskanzlei angegliedert, zu der es seit jeher enge Beziehungen pflegt. Es ist auch Sitz der Association vaudoise des archivistes, der Société vaudoise d'histoire et d'archéologie und des Cercle vaudois de généalogie. Das Staatsarchiv gilt als Kulturgut von nationaler Bedeutung.

### Staatsarchivare
Der erste offizielle Staatsarchivar war Pierre-Antoine Baron (1837–1864). Ihm folgten Aymon de Crousaz (1864–1909), Alfred Millioud (1909–1913), Bernard Cérenville (1914–1915), Maxime Reymond (1915–1942), Louis Junod (1943–1963), Olivier Dessemontet (1963–1979), Jean-Pierre Chapuisat (1979–1995) und Gilbert Coutaz (1995–2019).
2019 wurde mit Delphine Friedmann erstmals eine Frau zur Waadtländer Staatsarchivarin gewählt.

## Aufgaben
Nach dem Archivgesetz vom 14. Juni 2011 (dem ersten, über das im Kanton Waadt abgestimmt wurde) ist das Waadtländer Staatsarchiv:
• der zentrale Ort für die Archive der Exekutiv-, Legislativ- und Justizbehörden des Kantons Waadt;
• eine Gedächtnisinstitution;
• ein Raum für Reflexion und Forschung
• eine Institution für die Aufbewahrung und die Kommunikation.
Das Waadtländer Staatsarchiv war 1798 geschaffen worden, um amtliches Archivgut aufzunehmen. Über zweihundert Jahre später ist es nach wie vor in erster Linie der zentrale Aufbewahrungsort amtlicher Archivbestände. Die Erfordernisse in Bezug auf die Bewahrung des kulturellen Erbes und das erweiterte Spektrum von Quellen und Informationsträgern veranlassten das Staatsarchiv, neue Archivbildner einzubeziehen und neuartige Partnerschaften einzugehen. Um das Archivgut im Entstehungszusammenhang zu belassen, werden je nach Bestand ergänzend zum Schriftgut auch Fotografien sowie Film- und Tondokumente übernommen. Für andere Informationsträger sind im Einzelfall Vereinbarungen mit anderen Gedächtnisinstitutionen, insbesondere dem Musée cantonal d'archéologie et d'histoire, erforderlich.
Die Gemeinden sind für die Führung ihrer Archive und die Bestandserhaltung verantwortlich. Das Staatsarchiv berät sie in Fragen der Archivierungspolitik und gibt den Leitfaden für die Archivführung heraus, der regelmässig aktualisiert wird. Es hat auch das Recht, die kommunalen Archive bei Bedarf zu inspizieren. In den meisten Bezirkshauptorten und den wichtigsten Gemeinden des Kantons treffen sich professionelle Archivarinnen und Archivare. Seit 1. Oktober 1996 besteht die Association vaudoise des archivistes.

## Bestände und Sammlungen

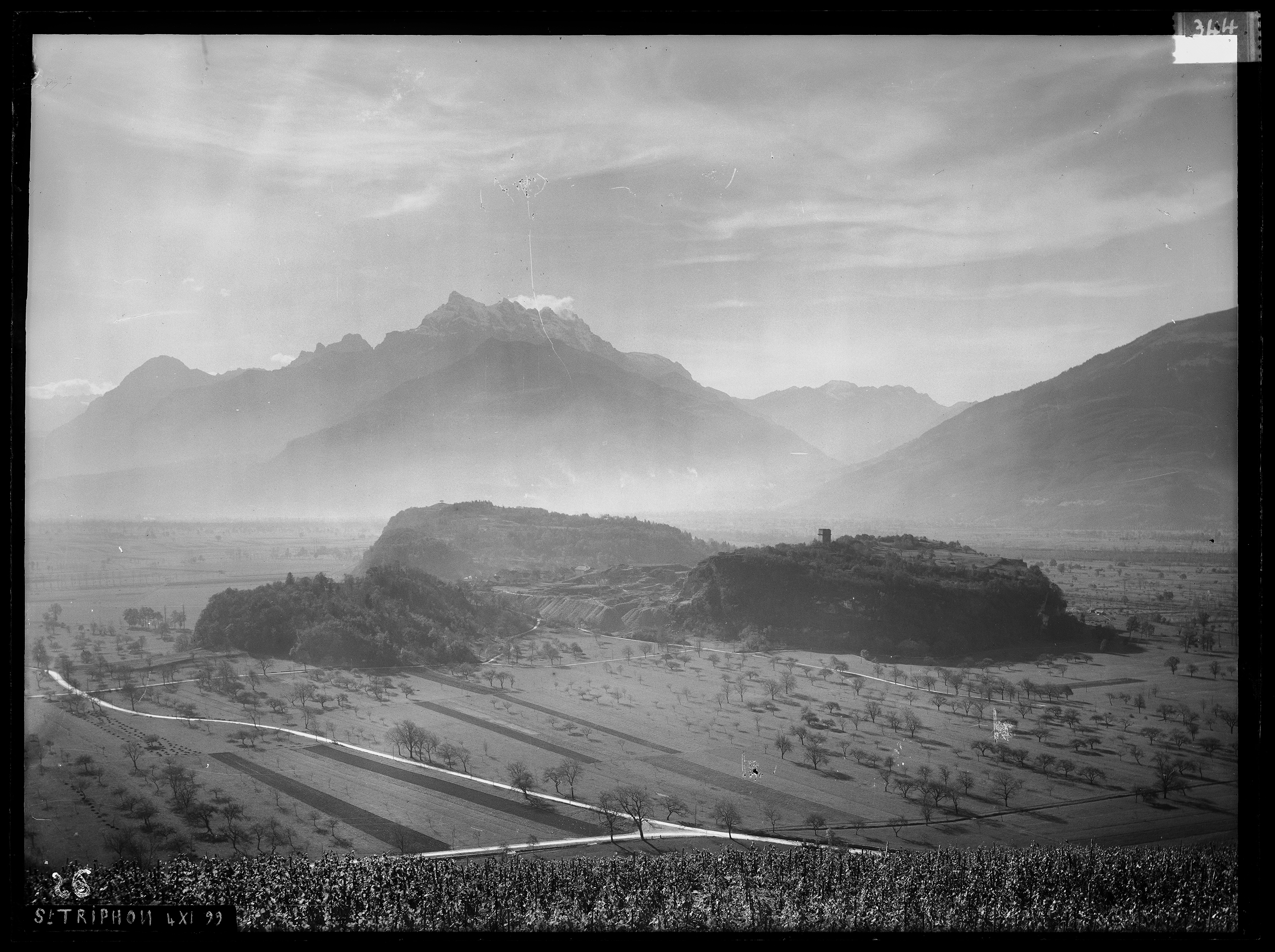
Ein Beispiel aus einer Fotosammlung: Albert Naef fotografierte 1899 den Hügel bei Saint-Triphon

Das Waadtländer Staatsarchiv umfasst 36 414 Laufmeter Archivgut mit 3685 Beständen, darunter über 1200 Privatarchive, sowie 31 567 Titeln. Darin werden die Archive der verschiedenen, seit dem Jahr 1000 aufeinanderfolgenden Behörden aufbewahrt: das Schriftgut aus der Zeit der Burgunderkönige, des Hauses Savoyen und des Bistums Lausanne (970–1536), die Archive der bernischen Verwaltung von 1536 bis 1798 und des Kantons Léman in der Helvetischen Republik sowie natürlich das amtliche Archivgut der Exekutiv-, Legislativ- und Justizbehörden seit der Gründung des Kantons Waadt 1803. Die privaten Archivbestände sind sehr vielfältig. Dazu gehören Familienarchive, die Archive von humanitären Organisationen und von Unternehmen, Sport-, Mode- und Medienarchive usw. Das Staatsarchiv enthält auch über 530 Fotosammlungen mit über einer Million physischen Einheiten.

## Findmittel

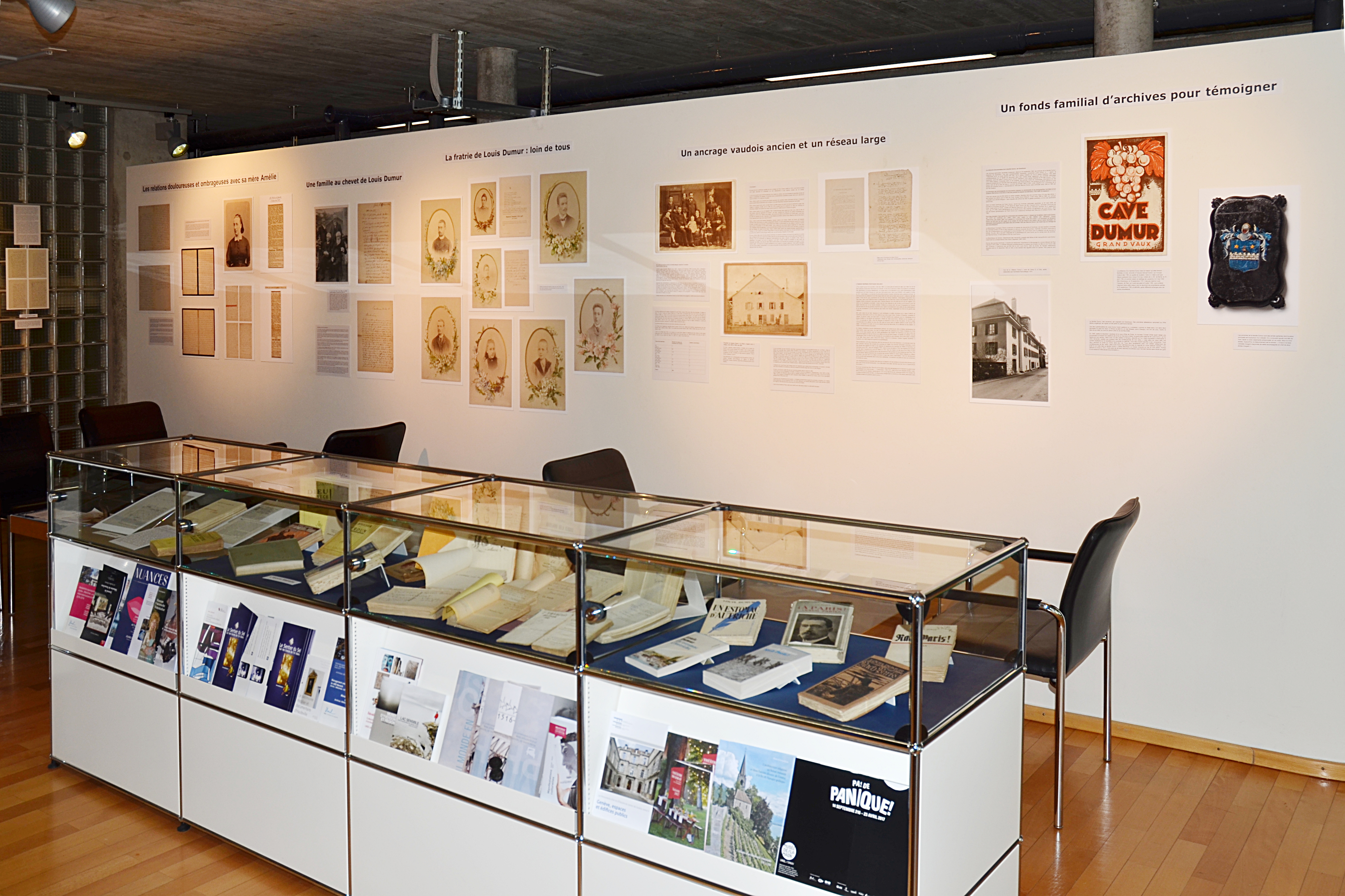
Staatsarchiv des Kantons Waadt, Ausstellung Louis Dumur, April 2017

- Website der Archives cantonales vaudoises.[20]
- Datenbank DAVEL[21]
- Datenbank PANORAMA21
- Guide des sources historiques du Pays de Vaud, à l'époque bernoise (1536–1798)[22]
- Guide des Archives cantonales vaudoises, 1990 (2e éd. 1993) – weitgehend veraltet
- Guide de consultation du Registre foncier vaudois und Guide de consultation du cadastre[23]
- Tätigkeitsberichte, ab 1996[24]
- Themenberichte, seit 1996[25]